# RAF Swanton Morley
RAF Swanton Morley – była baza Royal Air Force, położona w pobliżu wioski Swanton Morley w hr. Norfolk.

## Historia bazy
Baza była planowana w ramach programu rozbudowy infrastruktury RAF, ale nie ukończono jej w przewidywanym standardzie przed rozpoczęciem wojny. Wchodziła w skład grupy RAF Bomber Command.
W dniu 4 lipca 1942 z bazy wystartowała brytyjska eskadra i amerykańska eskadra bombowców do wspólnego nalotu bombowego, w którym bardziej doświadczeni lotnicy angielscy przekazywali kolegom swoje doświadczenia. Start do tej misji obserwowali Winston Churchill i generał Dwight Eisenhower.
Baza w czerwcu 1943 została podporządkowana formowanej RAF Second Tactical Air Force (2TAF), której zadaniem było skoncentrowanie ataków na kontynencie na cele strategiczne nieprzyjaciel. Przeniesiony do bazy Swanton Morley polski bombowy Dywizjon 305 otrzymał 5 września 1943 bombowce North American B-25 Mitchell. Dywizjon 8 października był wizytowany przez Naczelnego Wodza gen. dyw. K. Sosnkowskiego w towarzystwie inspektora PSP gen.bryg. pil. M.Iżyckiego. W stan gotowości bojowej dywizjon został postawiony 3 listopada. W bazie dywizjon stacjonował do 17 listopada 1943 szkoląc się na nowym sprzęcie.
Od grudnia 1944 baza została przekazana jednostce RAF odpowiedzialnej za przeciwdziałanie niemieckiej obronie przed brytyjskim bombardowaniem strategicznym.
Po wojnie baza była używana przez szkołę sygnalistów lotniczych oraz ochotniczą szkołę szybowcową. W latach 80. organizowano w bazie popularne pokazy lotnicze.
W 1995 baza przeszła w zarząd armii brytyjskiej i jest obecnie znana jako Robertson Barracks.

## Zobacz
- Bazy RAF używane przez PSP